# Bahiamyrvireo
Bahiamyrvireo (Herpsilochmus pileatus) är en fågel i familjen myrfåglar inom ordningen tättingar.

## Utseende och läte
Bahiamyrvireo är en liten (11 cm) myrsmyg med relativt kort stjärt. Hanen är grå med svart hjässa, tjockt svart ögonstreck och vitspetsat svarta vingtäckare och stjärtpennor. Honan liknar hanen, men har beigefärgad panna, vit streckning i hjässan och smutsvit undersida med beigefärgad anstrykning på bröstet. Hanen skiljs från liknande Lätet består av liknande svartkronad myrsmyg genom stor näbb, mycket kortare stjärt och gråare undersida. Honan har mindre beige på undersidan, i stort begränsat till bröstet. Lätet består av fyra till sju toner som accelererar till en regelbunden serie.

## Utbredning och status
Fågeln förekommer vid kusten i östra Brasilien (delstaten Bahia söder om huvudstaden Salvador). Den behandlas som monotypisk, det vill säga att den inte delas in i några underarter.

## Status och hot
Bahiamyrvireo har en liten världspopulation bestående av uppskattningsvis endast 4 200–13 000 vuxna individer. Den tros också minska i antal till följd av habitatförlust. Internationella naturvårdsunionen IUCN kategoriserar den som nära hotad (NT).